# 異相雙四角帳塔柱
在几何学里，异相双四角台塔柱是约翰逊多面体之一(J37)。异相双四角台塔柱是约翰逊多面体中唯一一个点正的：每个顶点都是三个正方形和一个等边三角形。

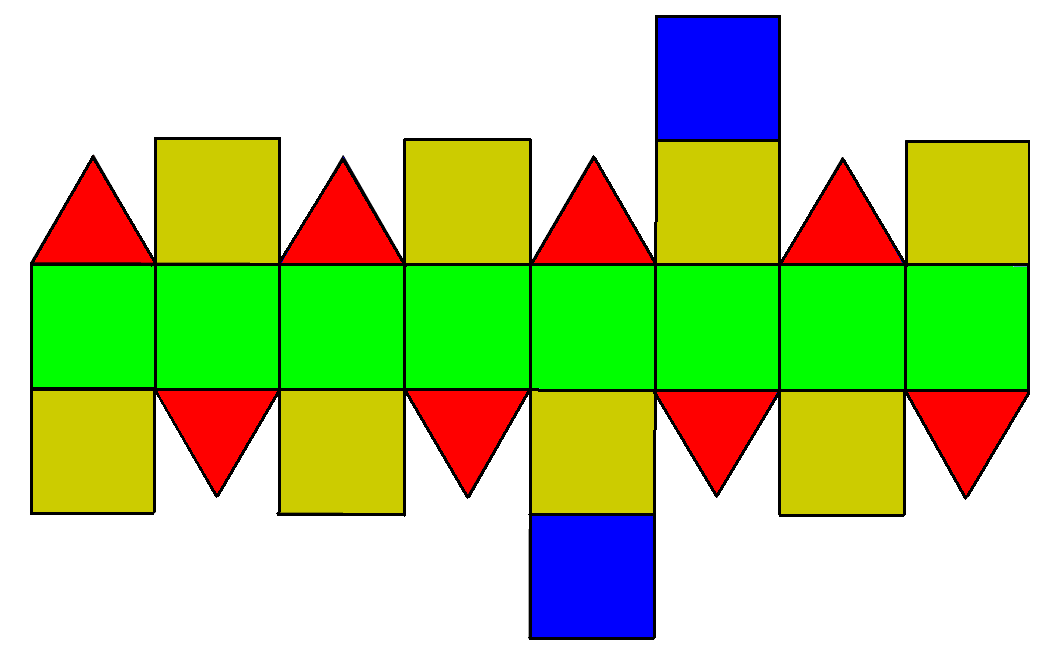
异相双四角台塔柱展开图

## 体积，表面积
棱长为a的异相双四角台塔柱的表面积（A）和体积（V）
{\displaystyle A=(18+2{\sqrt {3}})a^{2}}
{\displaystyle V=(4+{\begin{matrix}{10 \over 3}\end{matrix}}{\sqrt {2}})a^{3}}
异相双四角台塔柱的表面积和体积公式与小斜方截半立方体的完全相同。

## 和小斜方截半立方体的联系
把小斜方截半立方体分成两个正四角台塔(J4)和一个正八棱柱，并把其中任意一个正四角台塔旋转45度，最后把三层和在一起，就是一个异相双四角台塔柱。因此，异相双四角台塔柱偶尔被称为“第十四个阿基米德立体”。
| 小斜方截半立方体 | 分开三层 | 三层合在一起 |

就像其名称所暗示的，异相双四角台塔柱可以通过从其中间分开异相双四角台塔(J29)成两个正四角台塔(J4)并加入一个正八棱柱。